# Küstenschutz-Camp Elisabethgrodendeich

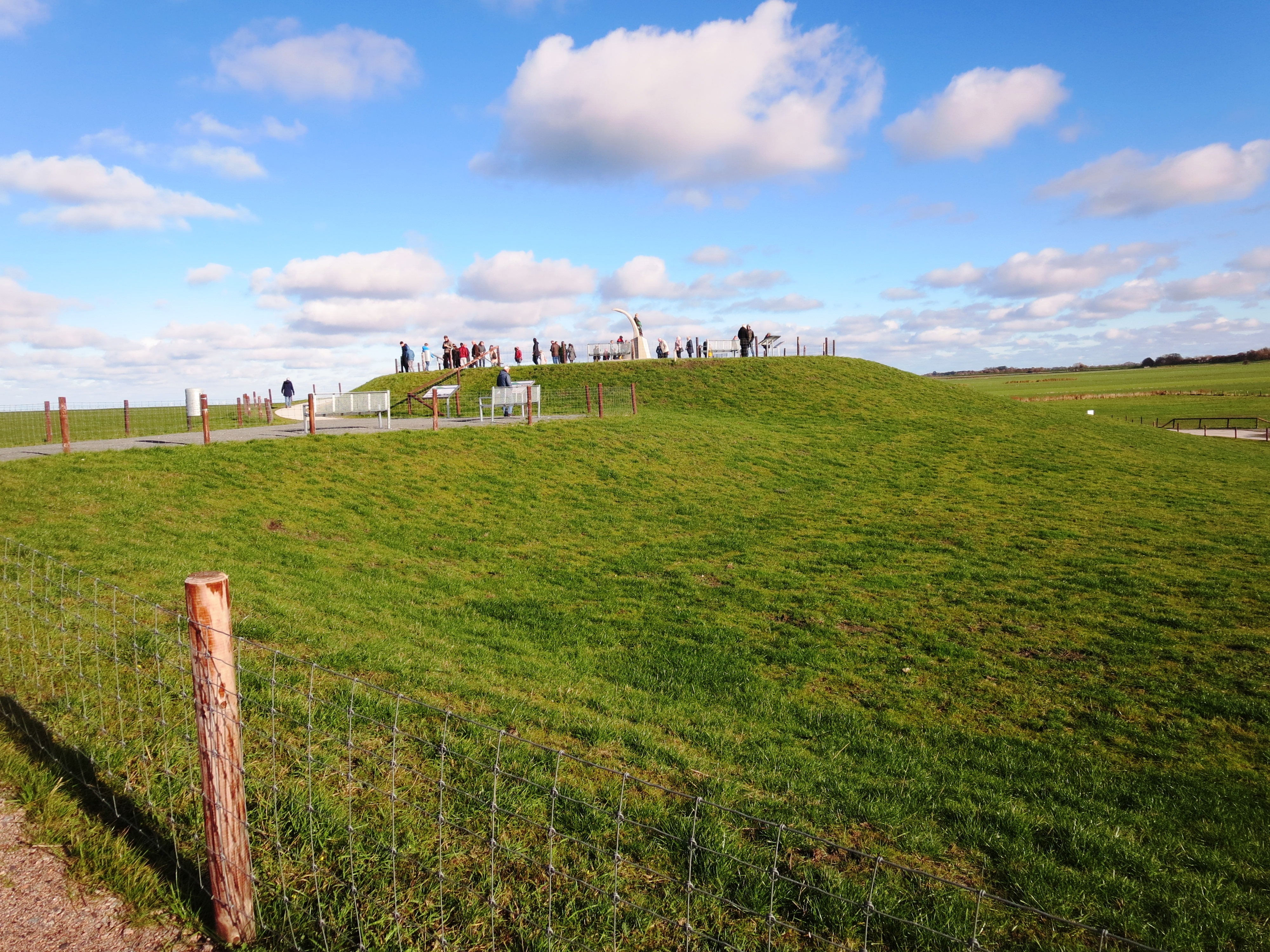
Aussichtshügel

Das Küstenschutz-Camp Elisabethgrodendeich ist eine Informationseinrichtung zum Küstenschutz an der friesischen Nordseeküste und liegt am Elisabethgrodendeich nördlich der Ortschaft Friederikensiel in der Gemeinde Wangerland in Niedersachsen. Kernstück des Küstenschutz-Camps ist ein rund zehn Meter hoher Aussichtshügel, der einen weiten Blick über den Elisabethgroden, den Elisabethaußengroden und das Wattenmeer bis zur Insel Wangerooge ermöglicht. Schautafeln erklären den Deichbau und den Küstenschutz in der ehemaligen Harlebucht.

## Beschreibung

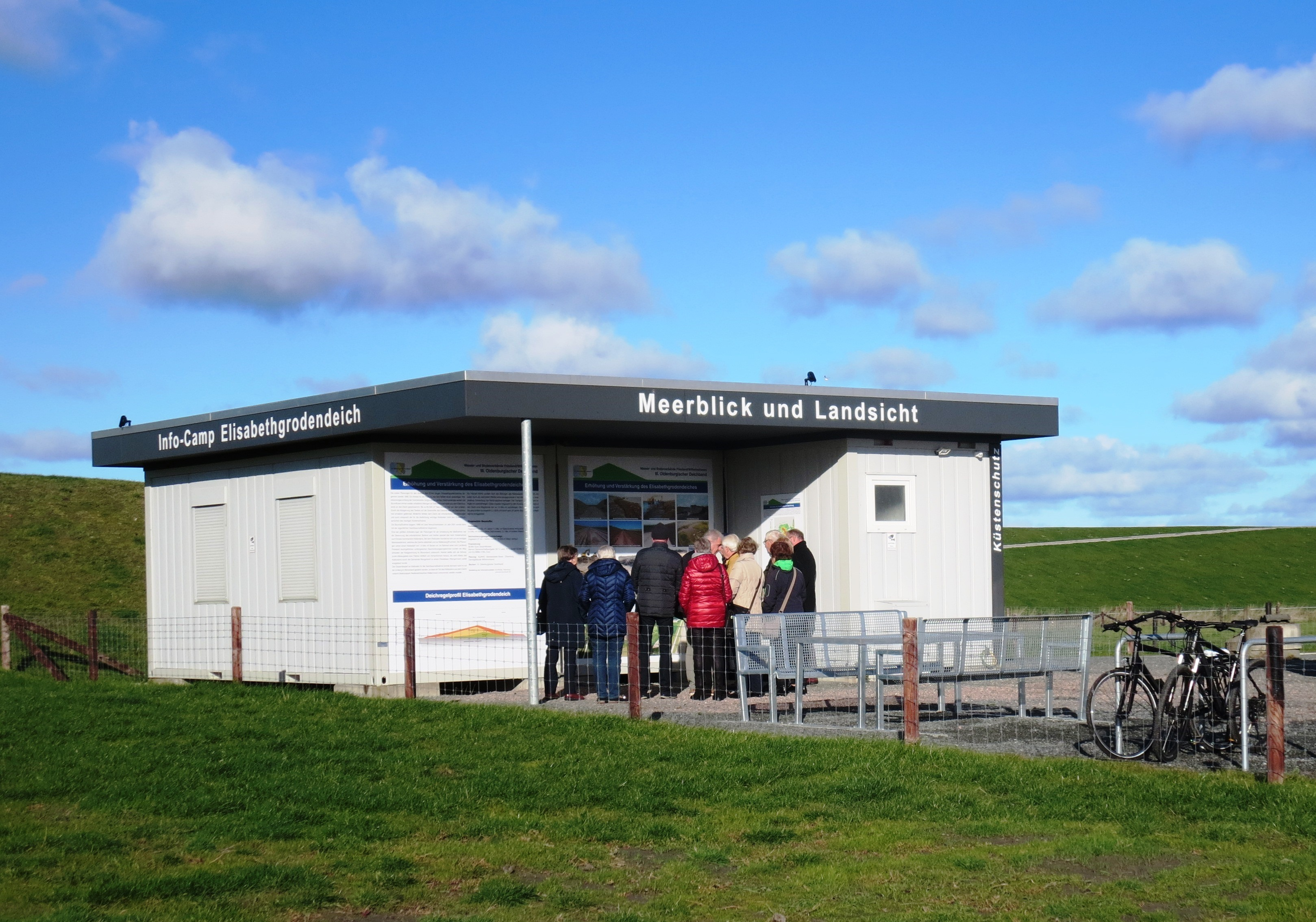
Info-Camp

Der Mittelpunkt der Anlage ist der Aussichtshügel. Ein Weg führt im Halbrund von der Basis des Hügels bis zur Spitze. Markierungen im Weg zeigen die Sturmflutwasserstände verschiedener Sturmfluten über Normalnull (NN) und die Deichhöhe von 2018. Schautafeln auf dem Aussichtshügel erklären mit Fotos und Abbildungen die Geschichte des Deichbaus und Details zur Erhöhung und Verstärkung des Elisabethgrodendeichs, insbesondere die Herkunft und Gewinnung des zum Deichbaus benötigten Kleibodens. Auf dem Aussichtshügel steht die Betonskulptur Woge retour der Künstlerin Uta Grams aus Bassens.

## Geschichte

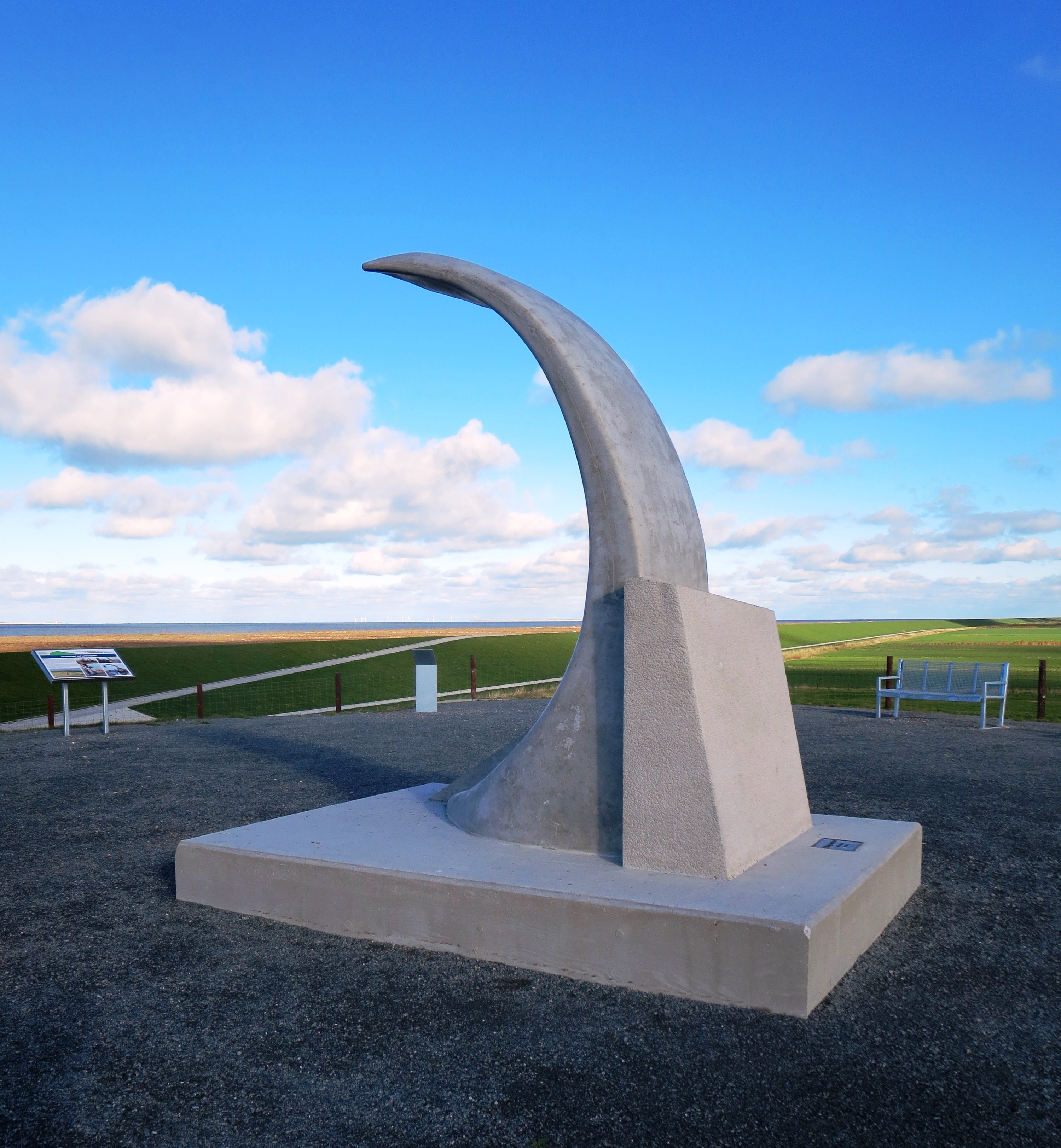
Skulptur von Uta Grams, Woge retour, 2018, Beton

Das Küstenschutz-Camp wurde am 7. September 2018 eingeweiht. Es ist der sichtbare Schlusspunkt der rund 20-jährigen Bauzeit zur Erhöhung und Verstärkung des Elisabethgrodendeichs. Dazu musste der Deich auf zwölf Kilometer Länge erhöht werden. Die ursprüngliche Deichlinie hatte einen durchschnittlichen Unterbestick von rund einen Meter. Außerdem war das Deichprofil nicht mehr zeitgemäß, die Böschungen waren zu steil und der verwendete Kleiboden war mangelhaft. Die Planungen zur Erhöhung und Verstärkung des Deiches begannen 1995, ab 1998 wurde gebaut. Bauherr der Maßnahme war der III. Oldenburgischer Deichband. Das Küstenschutz-Camp diente während der Bauzeit als Bau-Camp, Sitz der Bauleitung und als Materiallager.
Das Gelände des Küstenschutz-Camps wurde von 1964 bis 1989 als Feuerleitstation (IFC) des Flugabwehrraketenbataillon 26 (FlaRakBtl 26) genutzt. Der Aussichtshügel entstand auf dem Gelände der ursprünglich erhöhten Radarstellung des Bataillons, die nach der Auflösung des Bataillons im Rahmen der Deichbaumaßnahmen an den III. Oldenburgischen Deichband übertragen wurde.

## Skulptur
Die Betonskulptur Woge retour der Künstlerin Uta Grams aus Bassens symbolisiert den Sinn des Küstenschutzes. Die Deiche an der Küsten sollen die Wellen der Nordsee zurückwerfen.

„Den anstürmenden Fluten soll er Stand halten, der erneuerte Deich – die Wogen zurückwerfen, zurück ins Meer.“